# Unión Sindical de Controladores Aéreos
Die Unión Sindical de Controladores Aéreos (USCA) ist die Gewerkschaft der zivilen Fluglotsen in Spanien. Laut den Statuten vom 25. März 1993 definiert sie sich selbst als parteiunabhängige Organisation. Sie vertritt nach eigenen Angaben mehr als 97 % des in Spanien im Bereich der zivilen Flugverkehrskontrolle tätigen Personals.